# Conseil départemental de la Haute-Marne
Le conseil départemental de la Haute-Marne est l'assemblée délibérante du département français de la Haute-Marne, collectivité territoriale décentralisée. Son siège se trouve à Chaumont.

## Identité visuelle (logotype)

Logo de la Haute-Marne (conseil général) de 2008 à 2015
Logo alternatif de la Haute-Marne (conseil général) en 2009
Logo de la Haute-Marne (conseil départemental) de 2015 à juillet 2018.
Logo de la Haute-Marne (conseil départemental) depuis juillet 2018.

## Élus

### Président du conseil départemental
Le conseil départemental de la Haute-Marne est actuellement présidé par Nicolas Lacroix (LR) depuis le 6 novembre 2017.
| Période                            | Période                      | Identité                     | Étiquette                    | Étiquette                    |
| Président du conseil général       | Président du conseil général | Président du conseil général | Président du conseil général | Président du conseil général |
| ---------------------------------- | ---------------------------- | ---------------------------- | ---------------------------- | ---------------------------- |
| 1945                               | 1951                         | Camille Perfetti             |                              | RAD                          |
| 1951                               | 1955                         | Charles Béligné              |                              | DVD                          |
| 1955                               | 1961                         | Georges Barbier              |                              | CNIP                         |
| 1961                               | 1964                         | Charles Habert               |                              | RAD                          |
| 1964                               | 1973                         | Paul Morelle                 |                              | DVD                          |
| 1973                               | 1982                         | Raymond Hanin                |                              | RI puis UDF                  |
| 1984                               | 1998                         | Pierre Niederberger          |                              | UDF                          |
| 1998                               | 2015                         | Bruno Sido                   |                              | RPR puis UMP                 |
| Président du conseil départemental |                              |                              |                              |                              |
| 2 avril 2015                       | 6 novembre 2017              | Bruno Sido                   |                              | UMP puis LR                  |
| 6 novembre 2017                    | en cours                     | Nicolas Lacroix              |                              | LR                           |

### Composition du conseil départemental
Le conseil départemental de la Haute-Marne comprend 34 conseillers départementaux issus des 17 cantons de la Haute-Marne. 
| Président du conseil départemental |       |       |      |                         |
| Nicolas Lacroix (LR)               |       |       |      |                         |
| Parti                              | Sigle | Sigle | Élus | Groupes                 |
| Majorité (32 sièges)               |       |       |      |                         |
| Divers droite                      |       | DVD   | 21   | Majorité départementale |
| Les Républicains                   |       | LR    | 11   | Majorité départementale |
| Opposition (2 sièges)              |       |       |      |                         |
| Rassemblement national             |       | RN    | 2    | Rassemblement national  |